# Norrbomia mpazaensis
Norrbomia mpazaensis är en tvåvingeart som först beskrevs av Vanschuytbroeck 1959.  Norrbomia mpazaensis ingår i släktet Norrbomia och familjen hoppflugor.
Artens utbredningsområde är Kongo. Inga underarter finns listade i Catalogue of Life.